# Veículo especial de transporte de valores

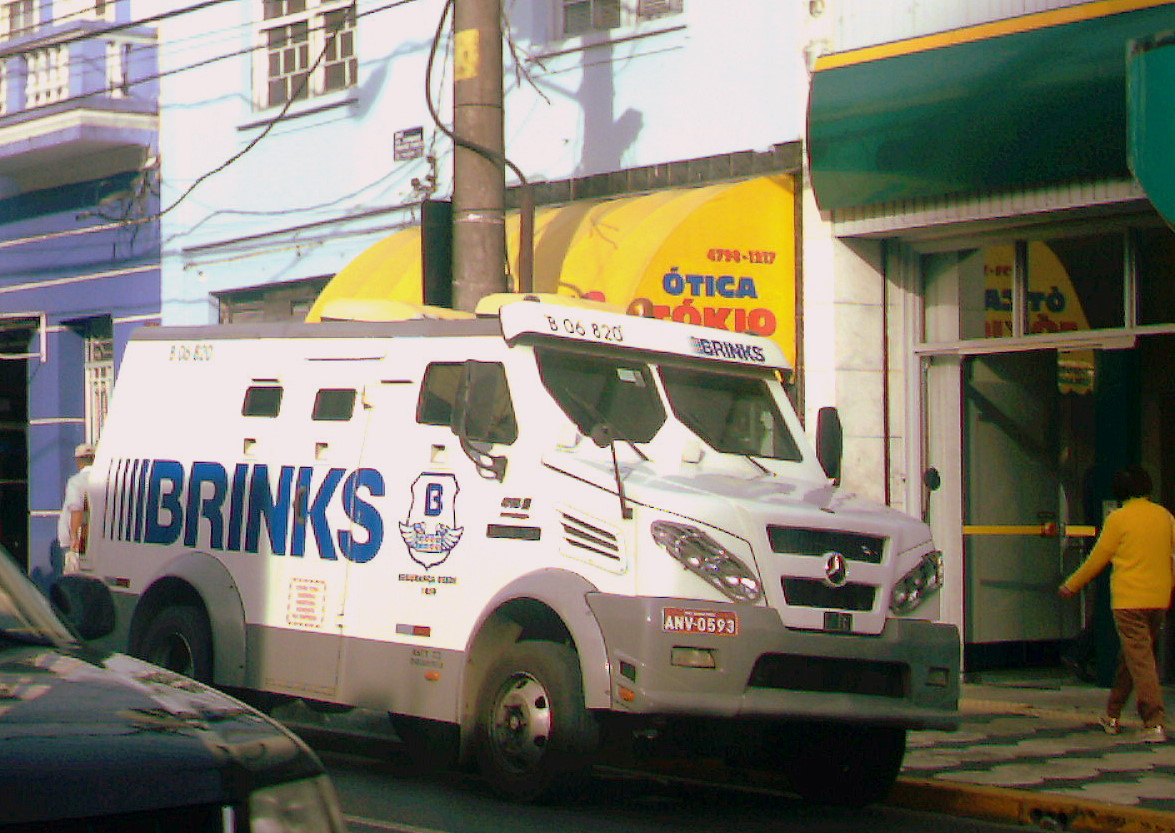
Veículo Especial de Transporte de Valores num banco, em Mogi das Cruzes, Brasil.

Veículo Especial de Transporte de Valores - VETV, popularmente conhecido no Brasil como carro-forte, é um
veículo automotor especial, utilizado para o transporte de grandes quantias de dinheiro, documentos e outras mercadorias de altíssimo valor.
As instituições que mais utilizam este tipo de transporte são bancos, lojas e museus. Os VETVs são blindados, possuem fechadura aleatória e possuem um desenho que prioriza ao máximo sua funcionalidade, que é a segurança do patrimônio que contém. No seu interior, contém um cofre-forte para uso da guarnição que viaje em seu interior. No Brasil esse tipo de automóvel pode, por exemplo, estacionar em locais proibidos, ainda que isto seja posto em questionamento.
Os cofres instalados no interior destes veículos são comumente chamados de cofre boca de lobo, pois uma vez depositado em seu interior os valores só serão retirados na base de operações, através da utilização de chave especifica codificada. Outros modelos deste tipo de veiculo podem comportar mais de um cofre em seu interior. Outra curiosidade é que a porta que da acesso ao local onde estão posicionados os cofres só aberta através de solicitação remota para a central de gerenciamento de risco de cada empresa. A central de gerenciamento de risco só fará a liberação se:
1. o carro forte estiver em ponto geográfico relacionado em seu roteiro,
2. caso haja problemas de comunicação a base deve informar o gerenciamento de risco para efetuar a abertura.